# Сульфатно-пероксидний спосіб переробки тантало-ніобієвих руд
Сульфатно-пероксидний спосіб переробки тантало-ніобієвих руд — спосіб збагачення тантало-ніобієвих руд.
Цей спосіб розроблено та перевірено у напівпромисловому масштабі для різних тантал-ніобієвих промпродуктів збагачення, в тому числі бідного пірохлорового концентрату. Запропонований А. С. Черняком Основні стадії цього процесу:
- а) сульфатизація вихідного продукту концентрованою сірчаною кислотою при температурі 200–300 °С протягом 1-2 годин при витратах кислоти 1-2 т H2SO4 на тонну промпродукту;
- б) вилуговування продукту сульфатизації розчинами сірчаної кислоти (150–300 г/л) з додаванням перекису водню (10-30 г/л) за умови Т:Р = 1:(3-5) протягом однієї години. Сенс додавання Н2О2 полягає в утворені танталом і ніобієм розчинних перекисних комплексів, наприклад Н2(Nb, Ta)O2(O2). Титан також утворює пероксокомплекси, наприклад H4TiO3(O2). У присутності йонів фтору утворюються пероксо-фторидні комплекси. Крім танталу, ніобію і титану, у розчини з продукту сульфатизації переходять також залізо та інші домішки, в осад — циркон, кварц;
- в) осадження гідроксидів ніобію і танталу. При нагріванні розчину протягом 2-3 годин при температурі 90-98 °С внаслідок розкладання перекисних комплексів осаджуються гідроксиди (Nb, Ta)2O5•nH2O. Більша частина титану, перекисний комплекс якого є більш міцним, залишається у розчині. Прожарений осад містить приблизно 50-90 мас. % (Nb, Ta)2O5 в залежності від складу вихідного концентрату. Вилучення у хімічний концентрат складає 85-90 %. Замість осадження гідроксидів запропоновано і перевірено варіант вилучення та розділення танталу і ніобію із сульфатно-фторидних розчинів методом екстракції триоктиламіном